# Millerstown (Pennsylvanie)
Pour les articles homonymes, voir Millerstown.
Millerstown est un borough situé au nord du comté de Perry, en Pennsylvanie, aux États-Unis,. En 2010, il comptait une population de 673 habitants, estimée au 1er juillet 2020 à 686 habitants.  Le borough est incorporé le 12 février 1849.

## Démographie
Lors du recensement de 2010, le borough comptait une population de 673 habitants. Elle est estimée, en 2020, à 686 habitants.

### Source de la traduction
- (en) Cet article est partiellement ou en totalité issu de l’article de Wikipédia en anglais intitulé « Millerstown, Pennsylvania » (voir la liste des auteurs).